# Michal Silorád Patrčka
Michal Silorád Patrčka (ur. 21 lipca 1787 w Solnicach, zm. 25 kwietnia 1838 w Jaroměřu) – czeski poeta, baśniopisarz, prozaik, dramaturg i satyryk.

## Dzieła
- Vzpomínání na podzimní procházce
- Hrst šípků a trnek
- Žluč a med
- Bodláčí
- Starý strýc
- Milorad
- Hora
- Obraz prozřetelnosti Boží
- První večer v nové vlasti
- O Krkonošských horách
- Václav a Terezka
- Nesnadné volené a zlé zvolení